# Рамасвами, Вивек
Вивек Ганапати Рамасвами (англ. Vivek Ganapathy Ramaswamy; [vɪˈvɛk_rɑːmɑːˈswɑːmiː]; род. 9 августа 1985, Цинциннати, Огайо) — американский предприниматель индийского происхождения, писатель и консервативный политический деятель. Автор книг «Воук, зарегистрированный как корпорация» (2021) и «Нация жертв» (2022). В Politico про него писали: «один из интеллектуальных крёстных отцов движения против воукизма».
После работы в качестве инвестиционного партнёра, Рамасвами в 2014 году основал биофармацевтическую компанию Roivant Sciences. С 2020 года он писал и высказывался против теории стейкхолдеров, цензуры крупных технологий и критической расовой теории. Покинув Roivant в 2021 году, Рамасвами стал соучредителем компании Strive Asset Management, инвестиционной фирмы, выступающей против концепции экологического, социального и корпоративного управления (ESG), в которой он является исполнительным председателем. 21 февраля 2023 года в программе Вечерний Такер Карлсон (Tucker Carlson Tonight) он выдвинул свою кандидатуру на пост президента США от Республиканской партии для участия в выборах 2024 года.

## Биография

### Ранние годы
Вивек Ганапати Рамасвами родился 9 августа 1985 года в Цинциннати, штат Огайо, в семье индуистских иммигрантов из Индии. Его родители — тамильские брахманы из Кералы. Его отец, Вивек Рамасвами-старший, выпускник Национального технологического института в Каликуте, работал инженером и патентным поверенным в General Electric, а мать, Гита Рамасвами, выпускница Медицинского колледжа и научно-исследовательского института Майсура, работала гериатрическим психиатром. Его родители иммигрировали из округа Палгхат в Керале, где у семьи был родовой дом в традиционном аграхараме в городе Вадаккенчерри. 
Рамасвами вырос в Огайо. В юности он часто посещал индуистский храм в Дейтоне со своей семьей. С его слов на его взгляды на жизнь также повлиял консервативный христианский учитель игры на фортепиано, который давал ему частные уроки с начальной до средней школы. Он проводил много летних каникул, путешествуя по Индии со своими родителями. В старшей школе Рамасвами профессионально занимался теннисом. 

### Образование
До восьмого класса Рамасвами учился в государственных школах. Затем он поступил в старшую школу Св. Хавьера в Цинциннати, католическую школу, связанную с орденом иезуитов, окончив ее с отличием в 2003 году. 
В 2007 году Рамасвами окончил Гарвардский университет со степенью бакалавра, с отличием, в области биологии, и был членом Phi Beta Kappa. В Гарварде он приобрел репутацию дерзкого и уверенного в себе либертарианца. Он был членом Политического союза Гарварда, а впоследствии стал его президентом. В интервью The Harvard Crimson он назвал себя инакомыслящим, а также любителем дискуссий. Во время учебы в колледже он исполнял каверы на Эминема и рэп на либертарианскую тематику под сценическим псевдонимом «Da Vek», в то время он также проходил стажировку в хедж-фонде Amaranth Advisors и инвестиционном банке Goldman Sachs. Темой его дипломной работы стали этические вопросы, поднятые при создании химер человека и животного, и он получил премию Боудуина. 
В 2011 году Рамасвами получил стипендию Пола и Дэйзи Сорос для новых американцев, которую он использовал для обучения на магистратуре в Йельской школе права. Позже Рамасвами сказал, что к тому времени, как он поступил в Йель, он уже был богат благодаря своей деятельности в финансовой, фармацевтической и биотехнологической отраслях; в 2023 году он сказал, что до окончания юридической школы его чистый капитал уже составлял около 15 миллионов долларов. В Йельском университете он подружился с уроженцем Огайо и будущим сенатором Джеем Ди Вэнсом. В 2013 году он получил степень доктора юриспруденции. В интервью 2023 года Рамасвами сказал, что во время учебы был членом еврейского дискуссионного общества Шабтай, будучи студентом юридического факультета.

## Бизнес-карьера
В 2007 году Рамасвами и Трэвис Мэй стали соучредителями Campus Venture Network, технологической компании, которая предоставляла программное обеспечение и сетевые ресурсы университетским предпринимателям. Компания была приобретена в 2009 году Фондом Юинга Мариона Кауфмана. С 2007 по 2014 год Рамасвами работал в QVT Financial, где он был партнером и одним из управляющих портфелем биотехнологий фирмы, одновременно учась в Йельской юридической школе с 2010 по 2013 год.

### Roivant Sciences
В 2014 году Рамасвами основал фармацевтическую компанию Roivant Sciences, которая специализируется на применении технологий для разработки лекарств и в которой он занимал пост генерального директора вплоть до 2021 года. Он появился на обложке журнала Forbes в 2015 году за свою работу в области разработки лекарств. История была про то, что Рамасвами собрал 360 миллионов долларов для Axovant Sciences, дочерней компании Roivant, в попытке сохранить лекарство от болезни Альцгеймера, которое потерпело неудачу в GlaxoSmith Kline. В 2017 году препарат провалился и у Axovant, и по состоянию на июнь 2018 года Axovant имел рыночную стоимость 276 миллионов долларов США.
В 2020 году Рамасвами стал соучредителем Chapter Medicare, навигационной платформы Медикэр.
В начале 2021 года Рамасвами ушёл с поста генерального директора Roivant Sciences.

### Управление активами
Рамасвами является соучредителем и исполнительным председателем Strive Asset Management, компании по управлению активами из штата Огайо, финансовую поддержку которой оказывали Питер Тиль и Джей Ди Вэнс. Strive был создан, чтобы предложить альтернативу более крупным компаниям управляющим активами, таким как BlackRock, State Street и Vanguard, которых Рамасвами критиковал за участие в экологической, социальной и управленческой деятельности (ESG) и за смешение бизнеса с политикой в ущерб акционерам.
Суммарные активы под управлением Strive на 11 ноября 2022 года превысили 500 миллионов долларов США, через три месяца после запуска первого фонда. В январе 2023 года Strive запустила консультационную службу по доверенности, чтобы конкурировать с такими популярными фирмами, как Glass Lewis и Institutional Shareholder Services. Axios и Bloomberg назвали Рамасвами «ведущим борцом с ESG».

## Политическая деятельность
Рамасвами предложил отменить закон, обязывающий президентов тратить все деньги, которые выделяет Конгресс. Выступает против движения за разнообразие, равенство и инклюзивность, а также против экологического, социального и корпоративного управления (ESG).
В 2022 году Рамасвами подумывал над участием в выборах в Сенат США 2022 года в Огайо, но в итоге отказался. 21 февраля 2023 года выдвинул свою кандидатуру на пост президента США на выборах 2024 года. Согласно профилю в Politico, Рамасвами был вдохновлён победой Дональда Трампа на президентских выборах 2016 года и хочет баллотироваться «с помощью предпринимательского духа, нестандартных идей и небольших ожиданий» в надежде создать «крупную аудиторию, которая приведёт его к президентству».

### Президентская кампания 2023—2024 года

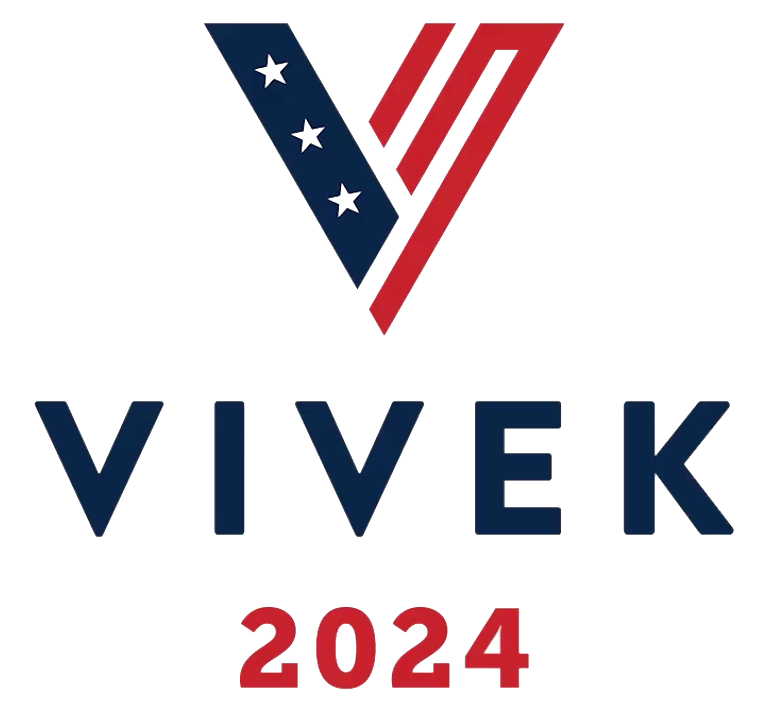
Логотип президентской кампании

Рамасвами объявил о своей кандидатуре на пост президента США в шоу Вечерний Такер Карлсон (Tucker Carlson Tonight) на канале Fox News 21 февраля 2023 года.
После событий 7 октября 2023 года заявил, что Израиль «должен отрубить головы сотни лидеров ХАМАСа, насадить их на колья и выставить на границе Израиля и Газы».
16 января 2024 года объявил о выходе из президентской гонки в пользу Дональда Трампа.

### Позиция по Украине
Рамасвами заявил, что вступление Украины в НАТО ставит США на грань ядерной войны и призвал Байдена прекратить военную помощь Украине. По его мнению, Украина должна пойти на территориальные уступки, в частности — позволить России сохранить за собой территории, находящиеся под её контролем.
В интервью Такеру Карлсону Рамасвами признался, что из-за такой радикальной позиции по Украине он потерял многих крупных потенциальных доноров.
В ноябре 2023 года во время дебатов Республиканской партии Рамасвами сказал, что «Украина не является образцом демократии. В этой стране запрещены 11 оппозиционных партий. Она объединила все СМИ в одно государственное телевизионное медиа—подразделение — это не демократично». Также он назвал Владимира Зеленского «нацистом» и «комиком в карго-штанах».

### Департамент эффективности правительства
В ноябре 2024 года Трамп объявил, что назначит Илона Маска и Вивека Рамасвами главами нового департамента эффективности правительства. Тем не менее, 20 января 2025 года у нового департамента оказался только один руководитель Илон Маск. По официальной версии, Рамасвами сосредоточится на борьбе за  пост губернатора Огайо в 2026 году. Ряд СМИ полагают, что причиной его не назначения стали трения между Рамасвами и Маском.

## Публикации
- Woke, Inc.: Inside Corporate America's Social Justice Scam. — Center Street, 2021. — ISBN 978-1546090786.
- Nation of Victims: Identity Politics, the Death of Merit, and the Path Back to Excellence. — Center Street, 2022. — ISBN 978-1546002963.
- Capitalist Punishment: How Wall Street Is Using Your Money to Create a Country You Didn't Vote For. — Broadside Books, 2023. — ISBN 978-0063337756.